# Blue Blood (álbum de X Japan)
Blue Blood es un álbum lanzado por X Japan el 21 de abril de 1989. Contiene nuevas versiones de los temas "Kurenai" y "Unfinished", del álbum debut de la banda, Vanishing Vision, y se inclina más hacia el metal sinfónico que el disco que le precede.  

## Listado de canciones
| N.º | Título                   | Escritor(es) | Duración |  |
| 1.  | «Prologue ~World Anthem» |              | (2:38)   |  |
| 2.  | «Blue Blood»             |              | (5:03)   |  |
| 3.  | «Week End»               |              | (6:02)   |  |
| 4.  | «Easy Fight Rambling»    |              | (6:09)   |  |
| 5.  | «X»                      |              | (6:00)   |  |
| 6.  | «Endless Rain»           |              | (6:30)   |  |
| 7.  | «Kurenai (紅?)»          |              | (6:09)   |  |
| 8.  | «Xclamation»             |              | (3:52)   |  |
| 9.  | «オルガスム (Orgasm)»    |              | (2:42)   |  |
| 10. | «Celebration»            |              | (4:51)   |  |
| 11. | «Rose Of Pain»           |              | (11:47)  |  |
| 12. | «Unfinished»             |              | (4:24)   |  |

| Pista | Información |
| 1     | Versión de la canción "World Anthem", de Frank Marino. X Japan tocó esta canción cuando aún se llamaban Noise y esto hizo que, al ser una canción instrumental, Yoshiki la pusiera de introducción para el álbum, aun así, agregaron un pequeño texto al final de la canción. |
| 2     | Una de las canciones más fuertes compuestas por Yoshiki, con un sonido algo thrash-metal. Aunque fuera muy popular en la era X, se dejó de tocar, ya que no seguía el estilo musical que iba cogiendo el grupo. |
| 3     | Popular canción de X Japan. La versión del álbum, presentaba algunos errores que no gustaron a Yoshiki y, por eso, decidieron sacar otra versión en sencillo con el solo de guitarra mejorado y un poco de piano. Fue compuesta por Yoshiki y se tocó desde su lanzamiento hasta el The Last Live, ya con un nuevo riff de guitarra. |
| 4     | Una de las pocas canciones donde Toshi y Yoshiki trabajaron mucho juntos; Yoshiki, escribió la música, con la ayuda de otros, y la parte triste de la letra, mientras que, Toshi, escribió la parte más alegre. La dejaron de tocar cuando Taiji dejó el grupo. |
| 5     | La canción más popular del álbum. Se pudo escuchar por primera vez en 1985, cuando Eddie, Terry y Atsushi aún estaban en la banda, también apareció en el Orgasm EP, lanzado en 1986 y, finalmente, fue lanzada en este álbum. Aunque siempre salga que las letras están compuestas por Hitomi Shiratori, en realidad éste es un seudónimo de Yoshiki, y como no, la música también estuvo compuesta por él. Es considerada el himno de la banda y esto hizo que se tocara al final de todos los conciertos de X Japan, y en medio de la canción, Toshi gritaba el nombre de los miembros. |
| 6     | Una de las baladas más populares del grupo, que fue interpretada en casi todos los conciertos de X Japan desde que fue escrita. |
| 7     | Kurenai es la canción que más versiones de letra ha tenido dentro del grupo, si bien oficialmente solo se conocen 2. Fue escrita por Yoshiki muy temprano en su carrera artística (alrededor de 1985), y sufrió de varios cambios antes de llegar al álbum Blue Blood, siendo la más importante la inclusión del solo de guitarra al principio de la misma. |
| 8     | -- |
| 9     | -- |
| 10    | -- |
| 11    | Canción dedicada a Erzsébet Báthory, siendo interpretada pocas veces en vivo. Una canción que se dice es el antecedente de "Art of Life" |
| 12    | Esta balada, ya había aparecido en el álbum previo Vanishing Vision en una versión corta. Para el Blue Blood, fue alargada unos cuantos minutos y se le agregó más letra. Fue muy pocas veces interpretada en conciertos, de los cuales cabe destacar el "Tokyo Dome 3 Days", que fue el concierto de despedida de Taiji del grupo. |

## Personal
- Yoshiki Hayashi - Batería, piano y voz
- Toshimitsu Deyama - Voz solista
- Hide - Guitarra y voz
- Tomoaki Ishizuka - Guitarra y voz
- Taiji - Bajo y voz